# Alessandra Giliani
Alessandra Giliani (1307 – 1326), selon une fausse tradition qui remonte au XVIIIe siècle, serait une anatomiste italienne qui aurait été prosecteur et assistante de Mondino de' Liuzzi. Cela en a fait une figure mythique en tant que première femme italienne à pratiquer le métier de prosecteur,.

## Hommages
Le cratère vénusien Giliani a été nommé en son honneur.
Son nom apparaît sur le « plancher de l'héritage » de l'installation The Dinner Party de l'artiste américaine Judy Chicago.